# 赫伯特·斯塔霍维亚克
赫伯特·斯塔霍维亚克（德語：Herbert Stachowiak，1921年5月28日—2004年6月9日），生于德国柏林，也去世于柏林。是一名数学家、控制论专家、逻辑学家和哲学家，新实用主义之父。1973年到1986年帕德博恩大学全职教授。无线电柏林大学共同创办人。
他发表过200多篇期刊文章，多部专著。著作之一，为《一般模型理论》（Allgemeine Modelltheorie, Wien/New York: Springer 1973）。